# Нортпорт (Мен)
Нортпорт (англ. Northport) — місто (англ. town) в США, в окрузі Волдо штату Мен. Населення — 1550 осіб (2020).

## Демографія
Згідно з переписом 2010 року, у місті мешкало 1520 осіб у 681 домогосподарстві у складі 429 родин. Було 1162 помешкання
Расовий склад населення:
| - 98,1 % — білих - 0,3 % — чорних або афроамериканців - 0,3 % — азіатів - 0,1 % — корінних американців |

До двох чи більше рас належало 1,1 %. Частка іспаномовних становила 0,7 % від усіх жителів.
За віковим діапазоном населення розподілялося таким чином: 19,6 % — особи молодші 18 років, 60,2 % — особи у віці 18—64 років, 20,2 % — особи у віці 65 років та старші. Медіана віку мешканця становила 47,8 року. На 100 осіб жіночої статі у місті припадало 94,9 чоловіків;  на 100 жінок у віці від 18 років та старших — 91,5 чоловіків також старших 18 років.
Середній дохід на одне домашнє господарство  становив 87 828 доларів США (медіана — 62 596), а середній дохід на одну сім'ю — 108 182 долари (медіана — 74 423). Медіана доходів становила 45 750 доларів для чоловіків та 43 472 долари для жінок. За межею бідності перебувало 7,0 % осіб, у тому числі 7,2 % дітей у віці до 18 років та 3,8 % осіб у віці 65 років та старших.
Цивільне працевлаштоване населення становило 990 осіб. Основні галузі зайнятості: освіта, охорона здоров'я та соціальна допомога — 24,7 %, науковці, спеціалісти, менеджери — 12,2 %, мистецтво, розваги та відпочинок — 11,3 %, роздрібна торгівля — 10,7 %.